# Agis II

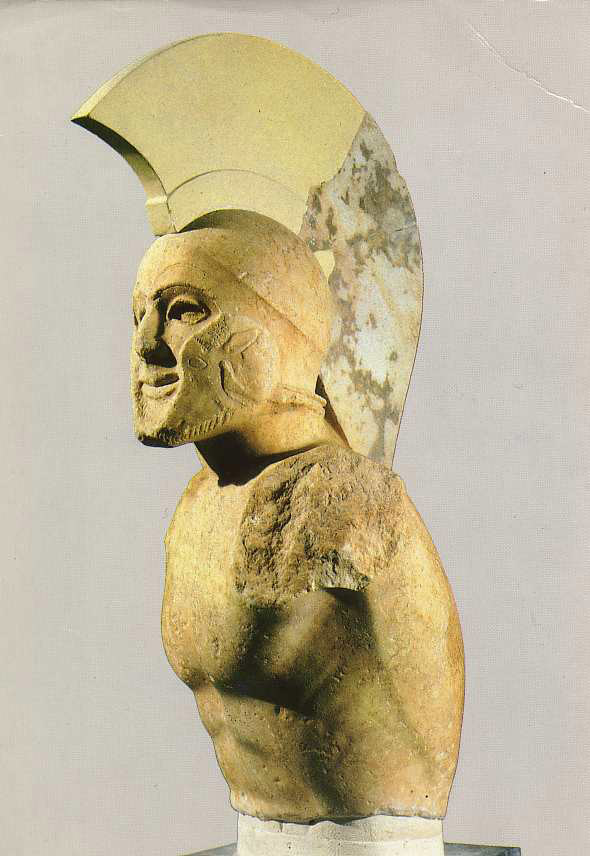
Escultura de Agis II

Agis II (en griego, Ἄγις) († 401 a. C.) fue el decimoséptimo rey Euripóntida de Esparta, el mayor de los hijos de Arquidamo II y medio hermano de Agesilao II. Gobernó con Pausanias, el monarca de la dinastía agíada.
Sucedió a su padre Arquidamo probablemente en 427 a. C., y reinó algo más de 28 años. Como rey era el jefe principal de las operaciones militares terrestres espartanas. Durante el verano de 426 a. C. dirigió un ejército de peloponesios y aliados hasta alcanzar el istmo, con la intención de invadir Ática. Sin embargo, no pudieron avanzar más lejos debido a una serie de terremotos que tuvieron lugar en ese momento. Cuando se declaró la guerra del Peloponeso, Agis condujo la invasión del Ática en 425 a. C., pero detuvo la invasión tan sólo quince días después de su inicio. En 419 a. C. los argivos, instigados por Alcibíades, atacaron Epidauro. Tras la conclusión de la paz de Nicias (421 a. C.) marchó contra los argivos en defensa de Epidauro, marchando contra la ciudad fronteriza de Leuctra. Nadie, ni siquiera Tucídides, explica el motivo de la expedición, aunque probablemente tenía como objetivo crear una distracción que sirviese para ayudar a Epidauro.
En Leuctra se detuvo ante el desfavorable aspecto que ofrecían los sacrificios rituales. Dirigió a sus tropas de vuelta, enviando aviso a los aliados para que estuviesen preparados para una expedición a la finalización del mes sagrado de la festividad de las Carneas. Cuando los argivos repitieron el ataque sobre Epidauro, los espartanos volvieron a marchar contra la ciudad fronteriza de Caryae, y volvieron otra vez sobre sus pasos, supuestamente debido al aspecto de las víctimas. A mediados del siguiente verano (418 a. C.) Epidauro seguía sometido a la presión de Argos, así que los lacedemonios, con todas sus fuerzas disponibles y algunos aliados, comandados por Agis, invadieron la Argólida. Después de una diestra maniobra interceptó al ejército argivo y colocó su ejército entre ellos y la ciudad. Sin embargo, justo cuando la batalla estaba a punto de comenzar los generales Trasilo y Alcifron se reunieron con Agis y consiguieron pactar una tregua de cuatro meses de duración. Agis, sin indicar los motivos de su decisión, se retiró con su ejército.
Los espartanos estaban indignados: Agis recibió duras críticas por haber dejado pasar la oportunidad de reducir Argos, especialmente cuando los argivos y sus aliados, en una indiferencia flagrante de la tregua, tomaron Orcómeno y se prepararon para marchar sobre Tegea. Hasta tal punto llegó la cólera de los ciudadanos espartanos que se propuso tirar abajo su casa, e imponerle una multa de 100 000 dracmas. Finalmente se contentaron con señalar un consejo de guerra compuesto por 10 espartanos, que deberían acompañarle si tuviese que liderar a un ejército fuera de la ciudad. Poco después recibieron noticias de Tegea en las que les informaban que si no era reforzada urgentemente, la parte favorable a Esparta en la ciudad se vería obligada a rendirse. Los espartanos enviaron la totalidad de sus fuerzas, de nuevo bajo el mando de Agis. Este consiguió restaurar la estabilidad en Tegea, y luego marchó hacia Mantinea. Desvió las aguas para inundar las tierras de Mantinea, logrando que los ejércitos de Mantinea y de Atenas presentaran batalla. La batalla de Mantinea del año 418 a. C. terminaría con victoria espartana, y se la consideró como una de las batallas más importantes de las que tuvieron lugar entre estados griegos.
En 417 a. C. llegaron noticias a Esparta de una contrarrevolución en Argos en la que había sido derrocado el gobierno oligárquico junto con la facción proespartana, por lo que se envió a un ejército bajo el mando de Agis. El ejército no fue capaz de reponer en el poder al partido derrotado, pero derribó los medio acabados Muros Largos y capturó Hysiae. En la primavera de 413, ante la sugerencia de Alcibíades, fortificó Decelia en el Ática, donde permaneció dirigiendo las operaciones hasta que llegaron las noticias del desastre ateniense en la batalla de Egospótamos (405 a. C.) En ese momento marchó hacia el norte para reclutar contingentes de soldados entre los aliados espartanos, con idea de construir una flota. Estando en Decelia actuó de manera muy independiente del gobierno espartano: recibió embajadas de los antiguos aliados de los atenienses, así como de Beocia y de otros aliados de Esparta. Parece que permaneció en Decelia hasta el final de la guerra del Peloponeso. En 411 a. C., durante el gobierno de la oligarquía ateniense de los Cuatrocientos, llevó un infructuoso intento de tomar la propia Atenas. Después el foco de la Guerra se trasladó a Asia, y Lisandro asumió un papel mayor en el asedio de Atenas. Una vez que se aseguró la victoria, Agis intentó que su compañero agíada en el trono, Pausanias de Esparta, fuese condenado por traición, pero fue absuelto.
En 401 a. C. se le confió el mando de la guerra contra Elis. Al tercer año obligó a Elis a llegar a un acuerdo de paz, forzando a los eleos a reconocer la libertad de sus periecos (ciudadanos de las ciudades conquistadas por Esparta, a los que habían dado algunos privilegios) y a permitir que los espartanos tomaran parte en los Juegos Olímpicos y sacrificios. Cayó enfermo a su regreso de Delfos, donde había ido para consagrar un diezmo del botín, y, probablemente en ese mismo año murió en Esparta, pocos días más tarde de su llegada. Fue enterrado en la ciudad con solemnidad y pompa sin paralelo.
Agis murió dejando un hijo llamado Leotíquides, pero por algún motivo este fue excluido de la sucesión al trono, posiblemente porque existían sospechas sobre su legitimidad. Mientras que Alcibíades estuvo en Esparta, Agis y él se convirtieron en enemigos, y escritores posteriores aducen como motivo de esta enemistad que Agis sospechaba que Alcibíades se había acostado con la reina, Timaea (y, por tanto, que Leotíquides era hijo suyo, y no de Agis). Probablemente fue Agis el instigador del intento de asesinato de Alcibíades, pero este fue avisado (según algunos relatos, por la propia Timaea) y pudo escapar.